# Skeena Queen
Die Skeena Queen ist eine Doppelendfähre der kanadischen Reederei BC Ferries.

## Geschichte
Die von McLaren and Sons in North Vancouver, British Columbia, entworfene Fähre wurde unter der Baunummer 257 auf der Werft Allied Shipbuilders in North Vancouver für die British Columbia Ferry Corp. gebaut. Die Kiellegung der Fähre fand im Januar 1996, der Stapellauf im Januar 1997 statt. Die Baukosten beliefen sich auf 21 Mio. kanadische Dollar. Ursprünglich war vorgesehen, mindestens drei Fähren des Typs zu bauen, die zusammen die Century-Klasse bilden sollten.
Die Fähre wurde im April 1997 auf der Strecke von Swartz Bay auf Vancouver Island nach Fulford Harbour auf Salt Spring Island in Dienst gestellt, wo sie noch heute verkehrt. Sie ersetzte auf der Strecke die kleinere Bowen Queen.
Benannt ist die Fähre nach dem Skeena River.

## Technische Daten und Ausstattung
Die Fähre wird von vier Dieselmotoren angetrieben. Ursprünglich war sie mit Mitsubishi-Dieselmotoren des Typs S12R mit jeweils 1.040 kW Leistung ausgerüstet. Da die Motoren sich als sehr störanfällig herausstellten, wurden einer der Motoren bereits im März 1999 und die anderen Anfang 2000 ausgetauscht. Dies führte aber zu keiner Besserung der Situation. Schon im Jahr 2001 wurde die Fähre zweimal wegen Motorenproblemen aus der Fahrt genommen und die Motoren repariert. 2002 wurden alle vier Motoren durch Mitsubishi-Dieselmotoren des Typs S6U ersetzt.
Die Motoren sind in einem Maschinenraum im Mittschiffsbereich der Fähre untergebracht. Sie wirken über Untersetzungsgetriebe auf Propellergondeln mit Kortdüsen, von denen sich jeweils zwei an den beiden Enden der Fähre befinden.
Die Fähre verfügt über ein durchlaufendes Fahrzeugdeck mit sechs Fahrspuren. An beiden Enden können landseitige Rampen angelegt werden. Das Fahrzeugdeck ist nach oben weitestgehend offen. Im Mittschiffsbereich ist es überbaut, hier befindet sich unter anderem das Steuerhaus. Auf beiden Seiten der Fähre befinden sich Decksaufbauten. Hier sind unter anderem vier Aufenthaltsräume mit Sitzgelegenheiten für insgesamt 304 Passagiere untergebracht, und offene, ebenfalls mit Sitzgelegenheiten ausgestattete Decksbereiche sind vorhanden.
Im Winter 2019/2020 wurde die Fähre überholt und dabei teilweise modernisiert. So wurden die Aufenthaltsräume klimatisiert und einer der Aufenthaltsräume mit Sitzgelegenheiten an Tischen ausgestattet sowie auch die Anzahl der Sitzgelegenheiten in den offenen Decksbereichen erhöht. An Bord stehen Getränke- und Snackautomaten zur Verfügung. Auf dem Fahrzeugdeck können 92 Pkw befördert werden. An Bord ist Platz für 450 Personen.